# كريستوفر جروس هودج
كريستوفر جروس هودج (6 مارس 1924 – 1 يونيو 1998) هو مبارز بالسيف من المملكة المتحدة راحل، مثّل بلاده في الألعاب الأولمبية الصيفية 1952.

## روابط خارجية
كريستوفر جروس هودج على موقع أوليمبيديا (الإنجليزية)
- كريستوفر جروس هودج على موقع اللجنة الأولمبية البريطانية (الإنجليزية)